# Opisthoproctus grimaldii
Opisthoproctus grimaldii – gatunek ryby srebrzykokształtnej z rodziny Opisthoproctidae. Osobniki tego gatunku osiągają maksymalnie 8 cm standardowej długości. Spotykane na głębokościach do 4750 m w oceanach strefy tropikalnej i subtropikalnej. Nie mają znaczenia gospodarczego.